# Islas Staines
Islas Staines är öar i Chile.   De ligger i regionen Región de Magallanes y de la Antártica Chilena, i den södra delen av landet, 2 300 km söder om huvudstaden Santiago de Chile. Arean är 28,6 kvadratkilometer.
Terrängen på Islas Staines är platt. Öns högsta punkt är 221 meter över havet. Den sträcker sig 10,4 kilometer i nord-sydlig riktning, och 4,8 kilometer i öst-västlig riktning.